# Мони (Округ Вајт, Илиноис)
Мони (енгл. Maunie) град је у америчкој савезној држави Илиноис.

## Демографија
По попису из 2010. године број становника је 139, што је 38 (-21,5%) становника мање него 2000. године.
|                   | 2010.        | 2000.        |
| Укупно            | 139 (100,0%) | 177 (100,0%) |
| Белци             | 132 (94,96%) | 167 (94,35%) |
| Афроамериканци    | 3 (2,158%)   | 3 (1,695%)   |
| Хиспаноамериканци | 2 (1,439%)   | 1 (0,565%)   |
| Остали            | 2 (1,439%)   | 5 (2,825%)   |
| Азијати           | 0 (0,000%)   | 1 (0,565%)   |